# Lista episoadelor serialului Columbo

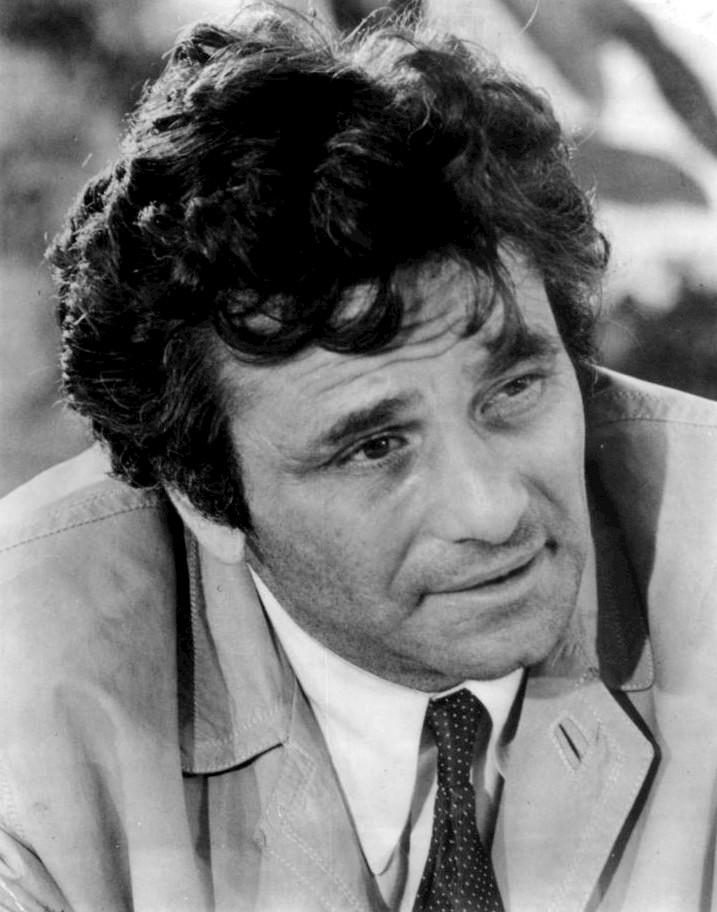
Peter Falk în rolul locotenentului Columbo.

Columbo este un serial de televiziune american creat de Richard Levinson și William Link, care prezintă investigațiile locotenentului Columbo (interpretat de Peter Falk), un detectiv din cadrul Secției Omucideri a Poliției din Los Angeles. Serialul este format din zece sezoane cu 69 de episoade: episoadele vechi (inclusiv cele două episoade pilot) au fost difuzate în perioada 1968–1978 (sezoanele 1–7) de postul NBC, ca unul dintre programele rotative ale emisiunii The NBC Mystery Movie, în timp ce episoadele noi au fost difuzate mai rar, cu o frecvență discontinuă, în perioada 1989–2003 (sezoanele 8–10) de postul ABC. Ultimul episod a fost difuzat în 2003.
Serialul a fost împărțit pe sezoane abia atunci când episoadele au fost lansate pe DVD. Această împrejurare explică de ce „producția” celui de-al zecelea sezon pare că a durat doisprezece ani. Episoadele au o durată cuprinsă între 70 și 100 de minute și pot fi considerate la fel de bine ca filme de televiziune de sine stătătoare. Serialul a fost nominalizat în numeroase rânduri la premii prestigioase din domeniul televiziunii, pe care le-a câștigat uneori.
Columbo a fost lansat inițial de NBC ca un lungmetraj de televiziune, intitulat „Prescription: Murder”, în 1968. Filmul a avut atât de mult succes încât postul de televiziune a comandat o continuare, care a fost lansată în 1971 sub titlul „Ransom for a Dead Man”. Succesul celor două filme de televiziune a contribuit la realizarea unui serial TV care a fost programat inițial să ruleze timp de 7 ani și s-a încheiat conform programului în 1978. Unsprezece ani mai târziu, postul de televiziune ABC a reluat producția serialului TV, invitându-l din nou pe Peter Falk să joace rolul principal. 24 de episoade noi au fost filmate într-un stil modern, după care serialul de televiziune a fost anulat în anul 2003 din cauza vârstei înaintate a interpretului principal. În general, Columbo a apărut cu intermitență pe ecranele TV timp de 35 de ani.
Locotenentul Columbo este un ofițer de poliție cu o mare vechime și experiență. El apare peste tot cu un trabuc în mână sau în gură, poartă mereu un trenci ponosit, conduce peste tot o mașină franțuzească veche și descâlcește toate crimele care îi sunt încredințate să le investigheze. Are o origine italo-americană, este căsătorit și are numeroase rude cu care ține legătura. Viața lui particulară este practic necunoscută spectatorilor, cu excepția acelor cazuri când personajul, în mod inoportun și cu detalii excesive, vorbește despre familia sa și despre modul în care își petrece timpul liber.
Majoritatea episoadelor acestui serial de televiziune sunt construite după un șablon care nu este tipic filmelor polițiste: spectatorul știe de la bun început cine este criminalul, care sunt motivele lui, cum a fost comisă crima și cum sunt ascunse urmele. Acțiunea principală urmărește modul în care Columbo reușește să-l descopere și să-l incrimineze pe ucigaș. Modul de construire a acțiunii permite spectatorilor să cunoască povestea nu numai din punctul de vedere al anchetatorului, ci și din punctul de vedere al criminalului. Columbo își realizează majoritatea investigațiilor în Los Angeles, iar ucigașii sunt adesea reprezentanți cunoscuți și respectabili ai înaltei societăți: oameni de afaceri, politicieni, scriitori și artiști – oameni bogați, influenți, cu relații și protejați de avocați.
Deoarece episoadele serialului Columbo din 1989 până în 2003 au fost difuzate rar, diferite seturi de DVD au fost lansate pe piață în întreaga lume. În regiunile 2 și 4, toate episoadele au fost lansate în 10 sezoane, sezonul 10 cuprinzând ultimele 14 episoade de la „Columbo Goes to College” (1990) până la cel mai recent: „Columbo Likes the Nightlife” (2003). În Franța și Țările de Jos (care fac parte, de asemenea, din regiunea 2), DVD-urile au fost lansate în 12 sezoane. În regiunea 1, toate episoadele din sezonul 8 sunt grupate diferit; toate episoadele care au fost difuzate inițial de ABC au fost lansate sub titlul Columbo: The Mystery Movie Collection. Din motive de claritate, toate episoadele din acest articol sunt aranjate așa cum apar în versiunea lansată în Marea Britanie.

## Prezentarea generală a serialului
Acest serial de televiziune nu are o structură sezonieră clară, așa că împărțirea pe sezoane în acest caz este condiționată. În unele surse, numărul episoadelor și compoziția sezoanelor sunt redate în moduri diferite.
| Sezonul | Sezonul                | Episoade | Episoade | Premiera TV        | Premiera TV       | Premiera TV |
| Sezonul | Sezonul                | Episoade | Episoade | Prima transmisie   | Ultima transmisie | Reţea       |
| ------- | ---------------------- | -------- | -------- | ------------------ | ----------------- | ----------- |
|         | Episoade pilot         | 2        | 2        | 20 februarie 1968  | 1 martie 1971     | NBC         |
|         | 1                      | 7        | 7        | 15 septembrie 1971 | 9 februarie 1972  | NBC         |
|         | 2                      | 8        | 8        | 17 septembrie 1972 | 25 martie 1973    | NBC         |
|         | 3                      | 8        | 8        | 23 septembrie 1973 | 5 mai 1974        | NBC         |
|         | 4                      | 6        | 6        | 15 septembrie 1974 | 27 aprilie 1975   | NBC         |
|         | 5                      | 6        | 6        | 14 septembrie 1975 | 2 mai 1976        | NBC         |
|         | 6                      | 3        | 3        | 10 octombrie 1976  | 22 mai 1977       | NBC         |
|         | 7                      | 5        | 5        | 21 noiembrie 1977  | 13 mai 1978       | NBC         |
|         | 8                      | 4        | 4        | 6 februarie 1989   | 1 mai 1989        | ABC         |
|         | 9                      | 6        | 6        | 25 noiembrie 1989  | 14 mai 1990       | ABC         |
|         | 10 + episoade speciale | 14       | 14       | 9 decembrie 1990   | 30 ianuarie 2003  | ABC         |

## Episoade

### Episoade pilot
Înainte ca Peter Falk să fie ales ca interpret al rolului Columbo, Bert Freed a interpretat personajul în „Enough Rope”, un episod din 1960 al serialului antologie de televiziune The Chevy Mystery Show. În 1962, acel episod a fost dramatizat într-o piesă de teatru intitulată Prescription: Murder (cu Thomas Mitchell în rolul lui Columbo, cu Joseph Cotten și Agnes Moorehead în rolurile Roy și Claire Flemming și cu Patricia Medina⁠(d) în rolul amantei lui Flemming).
Piesa a fost adaptată într-un film de televiziune în anul 1968, ocazie cu care Peter Falk a debutat în rolul detectivului. În acest film de televiziune, Columbo – în loc să aibă aspectul fizic dezordonat care a devenit mai târziu marca comercială a personajului – este îmbrăcat mai puțin prost, poartă diverse costume, păr mai scurt și machiaj mai consistent. El poartă, de asemenea, un trenci, care a devenit un element de bază, în majoritatea scenelor. De asemenea, pare ceva mai agresiv atunci când se confruntă cu suspecți.
| Nr. în serial | Titlu                   | Regizor        | Scenarist                                                               | Ucigaș(ă)                          | Victimă / Victime                   | Data difuzării în premieră | Durată   |
| --- | ----------------------- | -------------- | ----------------------------------------------------------------------- | ---------------------------------- | ----------------------------------- | -------------------------- | -------- |
| 1 | „Prescription: Murder”  | Richard Irving | Richard Levinson & William Link scenariu inspirat din piesa lor         | Gene Barry în rolul Ray Flemming   | Nina Foch în rolul Carol Flemming   | 20 februarie 1968          | 100 min. |
| Carol (Nina Foch), soția bogată a psihiatrului Ray Flemming (Gene Barry), a descoperit infidelitățile soțului ei și îl amenință că va divorța de el și că îi va lua toată averea. Urmând etapele unui plan elaborat anterior, medicul își ucide soția, simulează o spargere și apoi pleacă la aeroport împreună cu amanta sa, tânăra actriță Joan Hudson (Katherine Justice), care îi este totodată pacientă. Cei doi simulează o ceartă în avion înainte de plecare, așa că actrița, deghizată în soție, coboară și se întoarce la domiciliul soților Flemming pentru a-i oferi amantului un alibi fals. Medicul se întoarce acasă după câteva zile de vacanță în Mexic și îl găsește pe lt. Columbo în apartamentul său. Poliția presupune că femeia a fost ucisă în timpul unei tentative de jaf, dar Columbo descoperă câteva nepotriviri între succesiunea evenimentelor și explicația medicului și bănuiește ce s-a întâmplat în realitate. După un timp, dr. Flemming face presiuni ca locotenentului Columbo să i se ia cazul. Detectivul nu se dă însă bătut și începe să o urmărească pe Joan Hudson pentru a o face să depună mărturie împotriva asasinului. Indiciu/întorsătură finală: Columbo înscenează sinuciderea actriței Joan Hudson, apoi îl îndeamnă pe medic să-și mărturisească faptele din moment ce planul său devenise zadarnic ca urmare a morții iubitei sale. Flemming își bate joc de cuvintele detectivului, spunând că nu i-a păsat niciodată de Joan și că oricum ar fi scăpat de ea în cele din urmă. Joan ascultă această declarație din spatele unei uși și acceptă să depună mărturie împotriva amantului ei. |                         |                |                                                                         |                                    |                                     |                            |          |
| 2 | „Ransom for a Dead Man” | Richard Irving | Poveste de: Richard Levinson & William Link; Scenariu de: Dean Hargrove | Lee Grant în rolul Leslie Williams | Harlan Warde în rolul Paul Williams | 1 martie 1971              | 96 min.  |
| Leslie Williams (Lee Grant), o avocată strălucită și nemiloasă, îl împușcă cu sânge rece pe bătrânul ei soț, Paul (Harlan Warde), pentru a-i lua banii. Femeia aruncă cadavrul în ocean și, pentru a înșela autoritățile cu privire la circumstanțele crimei, înscenează o falsă răpire, apoi anunță poliția că a fost contactată de răpitori pentru a plăti o răscumpărare. Agenții FBI intervin și sunt convinși de indiciile false create anterior (un bilet de răscumpărare cu litere tăiate dintr-un ziar și un apel telefonic ce conținea o înregistrare editată a vocii lui Paul) că este o adevărată răpire, iar Leslie falsifică plata răscumpărării, astfel încât să pară că banii au fost luați de răpitori, dar, în realitate, să rămână la ea. Cadavrul lui Paul Williams este găsit curând, iar cazul de răpire devine un caz de crimă. Toate dovezile indică faptul că bărbatul a fost răpit și apoi ucis de răpitori. Locotenentul Columbo, care participase anterior ca ofițer de legătură între poliție și FBI, preia conducerea anchetei și este stânjenit de câteva mici detalii, dar nu descoperă dovezi care să o incrimineze pe Leslie. În momentul când părea că planul lui Leslie funcționase perfect, fiica victimei din prima sa căsătorie, Margaret (Patricia Mattick), sosește acasă din Elveția și, pentru că își cunoaștea prea bine mama vitregă, începe imediat să o suspecteze. Indiciu/întorsătură finală: Margaret, care o urăște pe mama sa vitregă, îi spune lui Leslie că va pleca înapoi în Elveția doar dacă îi va da o sumă considerabilă de bani. Strânsă cu ușa, Leslie o plătește pe Margaret cu o parte din banii pe care-i scosese anterior din bancă pentru plata răscumpărării și ale căror serii fuseseră înregistrate. Astfel, Columbo, care o convinsese pe Margaret să-i ceară bani lui Leslie, obține dovada solidă de care avea nevoie pentru a demonstra că povestea răpirii este fabricată. |                         |                |                                                                         |                                    |                                     |                            |          |

### Sezonul 1 (1971–1972)
| Nr. în serial | Nr. în sezon | Titlu                  | Regizor          | Scenarist                                                                   | Ucigaș(ă)                                                                     | Victimă / Victime                                                               | Data difuzării în premieră | Durată  |
| ------------- | ------------ | ---------------------- | ---------------- | --------------------------------------------------------------------------- | ----------------------------------------------------------------------------- | ------------------------------------------------------------------------------- | -------------------------- | ------- |
| 3             | 1            | „Murder by the Book”   | Steven Spielberg | Steven Bochco                                                               | Jack Cassidy în rolul Ken Franklin                                            | Martin Milner în rolul Jim Ferris și Barbara Colby în rolul Lilly La Sanka      | 15 septembrie 1971         | 76 min. |
| 4             | 2            | „Death Lends a Hand”   | Bernard Kowalski | Richard Levinson & William Link                                             | Robert Culp în rolul Carl Brimmer                                             | Patricia Crowley în rolul Lenore Kennicut                                       | 6 octombrie 1971           | 76 min. |
| 5             | 3            | „Dead Weight”          | Jack Smight      | John T. Dugan                                                               | Eddie Albert în rolul Martin Hollister                                        | John Kerr în rolul Roger Dutton                                                 | 27 octombrie 1971          | 76 min. |
| 6             | 4            | „Suitable for Framing” | Hy Averback      | Jackson Gillis                                                              | Ross Martin în rolul Dale Kingston și Rosanna Huffman în rolul Tracy O'Connor | Robert Shayne în rolul Rudy Matthews și Rosanna Huffman în rolul Tracy O'Connor | 17 noiembrie 1971          | 76 min. |
| 7             | 5            | „Lady in Waiting”      | Norman Lloyd     | Poveste de: Barney Slater; Scenariu de: Steven Bochco                       | Susan Clark în rolul Beth Chadwick                                            | Richard Anderson în rolul Bryce Chadwick                                        | 15 decembrie 1971          | 76 min. |
| 8             | 6            | „Short Fuse”           | Edward M. Abroms | Poveste de: Lester Pine & Tina Pine; Poveste și scenariu de: Jackson Gillis | Roddy McDowall în rolul Roger Stanford                                        | James Gregory în rolul David Buckner și Lawrence Cook în rolul Quincy           | 19 ianuarie 1972           | 76 min. |
| 9             | 7            | „Blueprint for Murder” | Peter Falk       | Poveste de: William Kelley; Scenariu de: Steven Bochco                      | Patrick O'Neal în rolul Elliot Markham                                        | Forrest Tucker în rolul Beau Williamson                                         | 9 februarie 1972           | 76 min. |

### Sezonul 2 (1972–1973)
| Nr. în serial | Nr. în sezon | Titlu                        | Regizor            | Scenarist                                                                               | Ucigaș(ă)                                                                            | Victimă / Victime                                                                   | Data difuzării în premieră | Durată  |
| ------------- | ------------ | ---------------------------- | ------------------ | --------------------------------------------------------------------------------------- | ------------------------------------------------------------------------------------ | ----------------------------------------------------------------------------------- | -------------------------- | ------- |
| 10            | 1            | „Étude in Black”             | Nicholas Colasanto | Poveste de: Richard Levinson & William Link; Scenariu de: Steven Bochco                 | John Cassavetes în rolul Alex Benedict                                               | Anjanette Comer în rolul Jennifer Welles                                            | 17 septembrie 1972         | 97 min. |
| 11            | 2            | „The Greenhouse Jungle”      | Boris Sagal        | Jonathan Latimer                                                                        | Ray Milland în rolul Jarvis Goodland                                                 | Bradford Dillman în rolul Tony Goodland                                             | 15 octombrie 1972          | 74 min. |
| 12            | 3            | „The Most Crucial Game”      | Jeremy Kagan       | John T. Dugan                                                                           | Robert Culp în rolul Paul Hanlon                                                     | Dean Stockwell în rolul Eric Wagner                                                 | 5 noiembrie 1972           | 74 min. |
| 13            | 4            | „Dagger of the Mind”         | Richard Quine      | Poveste de: Richard Levinson & William Link; Scenariu de: Jackson Gillis                | Richard Basehart în rolul Nicholas Frame și Honor Blackman în rolul Lillian Stanhope | John Williams în rolul Sir Roger Haversham și Wilfrid Hyde-White în rolul Tanner    | 26 noiembrie 1972          | 98 min. |
| 14            | 5            | „Requiem for a Falling Star” | Richard Quine      | Jackson Gillis                                                                          | Anne Baxter în rolul Nora Chandler                                                   | Pippa Scott în rolul Jean Davis și John Colicos în rolul Al Cumberland (fotograful) | 21 ianuarie 1973           | 74 min. |
| 15            | 6            | „A Stitch in Crime”          | Hy Averback        | Shirl Hendryx                                                                           | Leonard Nimoy în rolul Barry Mayfield                                                | Anne Francis în rolul Sharon Martin și Jared Martin în rolul Harry Alexander        | 11 februarie 1973          | 74 min. |
| 16            | 7            | „The Most Dangerous Match”   | Edward M. Abroms   | Poveste de: Richard Levinson & William Link; Poveste și scenariu de: Jackson Gillis     | Laurence Harvey în rolul Emmett Clayton                                              | Jack Kruschen în rolul Tomlin Dudek                                                 | 4 martie 1973              | 74 min. |
| 17            | 8            | „Double Shock”               | Robert Butler      | Poveste de: Jackson Gillis, Richard Levinson & William Link; Scenariu de: Steven Bochco | Martin Landau într-un rol dublu: Dexter Paris și Norman Paris                        | Paul Stewart în rolul Clifford Paris și Julie Newmar în rolul Lisa Chambers         | 25 martie 1973             | 74 min. |

### Sezonul 3 (1973–1974)
| Nr. în serial | Nr. în sezon | Titlu                     | Regizor            | Scenarist                                                                                                | Ucigaș(ă)                                                                      | Victimă / Victime                                                                             | Data difuzării în premieră | Durată  |
| ------------- | ------------ | ------------------------- | ------------------ | --- | ------------------------------------------------------------------------------ | --------------------------------------------------------------------------------------------- | -------------------------- | ------- |
| 18            | 1            | „Lovely but Lethal”       | Jeannot Szwarc     | Poveste de: Myrna Bercovici; Scenariu de: Jackson Gillis                                                 | Vera Miles în rolul Viveca Scott                                               | Martin Sheen în rolul Karl Lessing și Sian Barbara Allen în rolul Shirley Blaine              | 23 septembrie 1973         | 74 min. |
| 19            | 2            | „Any Old Port in a Storm” | Leo Penn           | Poveste de: Larry Cohen; Scenariu de: Stanley Ralph Ross                                                 | Donald Pleasence în rolul Adrian Carsini                                       | Gary Conway în rolul Rick Carsini                                                             | 7 octombrie 1973           | 96 min. |
| 20            | 3            | „Candidate for Crime”     | Boris Sagal        | Poveste de: Larry Cohen; Scenariu de: Irving Pearlberg, Alvin R. Friedman, Roland Kibbee & Dean Hargrove | Jackie Cooper în rolul Nelson Hayward                                          | Ken Swofford în rolul Harry Stone                                                             | 4 noiembrie 1973           | 99 min. |
| 21            | 4            | „Double Exposure”         | Richard Quine      | Stephen J. Cannell                                                                                       | Robert Culp în rolul Bart Keppel                                               | Robert Middleton în rolul Vic Norris și Chuck McCann în rolul Roger White                     | 16 decembrie 1973          | 74 min. |
| 22            | 5            | „Publish or Perish”       | Robert Butler      | Peter S. Fischer                                                                                         | John Chandler în rolul Eddie Kane și Jack Cassidy în rolul Riley Greenleaf     | Mickey Spillane în rolul Alan Mallory și John Chandler în rolul Eddie Kane                    | 13 ianuarie 1974           | 75 min. |
| 23            | 6            | „Mind over Mayhem”        | Alf Kjellin        | Poveste de: Robert Specht; Scenariu de: Steven Bochco, Dean Hargrove & Roland Kibbee                     | José Ferrer în rolul Marshall Cahill                                           | Lew Ayres în rolul Howard Nicholson                                                           | 10 februarie 1974          | 74 min. |
| 24            | 7            | „Swan Song”               | Nicholas Colasanto | Poveste de: Stanley Ralph Ross; Scenariu de: David Rayfiel                                               | Johnny Cash în rolul Tommy Brown                                               | Ida Lupino în rolul Edna Brown și Bonnie Van Dyke în rolul Maryann Cobb                       | 3 martie 1974              | 99 min. |
| 25            | 8            | „A Friend in Deed”        | Ben Gazzara        | Peter S. Fischer                                                                                         | Richard Kiley în rolul Mark Halperin și Michael McGuire în rolul Hugh Caldwell | Rosemary Murphy în rolul Margaret Halperin și o actriță nemenționată în rolul Janice Caldwell | 5 mai 1974                 | 99 min. |

### Sezonul 4 (1974–1975)
| Nr. în serial | Nr. în sezon | Titlu                     | Regizor             | Scenarist                                                            | Ucigaș(ă)                               | Victimă / Victime                                                               | Data difuzării în premieră | Durată  |
| ------------- | ------------ | ------------------------- | ------------------- | -------------------------------------------------------------------- | --------------------------------------- | ------------------------------------------------------------------------------- | -------------------------- | ------- |
| 26            | 1            | „An Exercise in Fatality” | Bernard Kowalski    | Poveste de: Larry Cohen; Scenariu de: Peter S. Fischer               | Robert Conrad în rolul Milo Janus       | Philip Bruns în rolul Gene Stafford                                             | 15 septembrie 1974         | 97 min. |
| 27            | 2            | „Negative Reaction”       | Alf Kjellin         | Peter S. Fischer                                                     | Dick Van Dyke în rolul Paul Galesko     | Antoinette Bower în rolul Frances Galesko și Don Gordon în rolul Alvin Deschler | 6 octombrie 1974           | 96 min. |
| 28            | 3            | „By Dawn's Early Light”   | Harvey Hart         | Howard Berk                                                          | Patrick McGoohan în rolul Lyle Rumford  | Tom Simcox în rolul William Haynes                                              | 27 octombrie 1974          | 99 min. |
| 29            | 4            | „Troubled Waters”         | Ben Gazzara         | Poveste de: Jackson Gillis; Poveste și scenariu de: William Driskill | Robert Vaughn în rolul Hayden Danzinger | Poupée Bocar în rolul Rosanna Wells                                             | 9 februarie 1975           | 99 min. |
| 30            | 5            | „Playback”                | Bernard L. Kowalski | David P. Lewis & Booker T. Bradshaw                                  | Oskar Werner în rolul Harold van Wick   | Martha Scott în rolul Margaret Midas                                            | 2 martie 1975              | 75 min. |
| 31            | 6            | „A Deadly State of Mind”  | Harvey Hart         | Peter S. Fischer                                                     | George Hamilton în rolul Mark Collier   | Stephen Elliott în rolul Carl Donner și Lesley Ann Warren în rolul Nadia Donner | 27 aprilie 1975            | 75 min. |

### Sezonul 5 (1975–1976)
| Nr. în serial | Nr. în sezon | Titlu                          | Regizor          | Scenarist                                           | Ucigaș(ă)                                                                       | Victimă / Victime                                                            | Data difuzării în premieră | Durată  |
| ------------- | ------------ | ------------------------------ | ---------------- | --------------------------------------------------- | ------------------------------------------------------------------------------- | ---------------------------------------------------------------------------- | -------------------------- | ------- |
| 32            | 1            | „Forgotten Lady”               | Harvey Hart      | William Driskill                                    | Janet Leigh în rolul Grace Wheeler                                              | Sam Jaffe în rolul Henry Willis                                              | 14 septembrie 1975         | 98 min. |
| 33            | 2            | „A Case of Immunity”           | Ted Post         | Poveste de: James Menzies⁠(d); Scenariu de: Lou Shaw | Héctor Elizondo⁠(d) în rolul Hassan Salah și Sal Mineo⁠(d) în rolul Rachman Habib | André Lawrence în rolul Youseff Alafa și Sal Mineo⁠(d) în rolul Rachman Habib | 12 octombrie 1975          | 75 min. |
| 34            | 3            | „Identity Crisis”              | Patrick McGoohan | William Driskill                                    | Patrick McGoohan în rolul Nelson Brenner                                        | Leslie Nielsen în rolul A.J. „Geronimo” Henderson                            | 2 noiembrie 1975           | 98 min. |
| 35            | 4            | „A Matter of Honor”            | Ted Post         | Brad Radnitz                                        | Ricardo Montalbán în rolul Luis Montoya                                         | Robert Carricart⁠(d) în rolul Hector Rangel                                   | 1 februarie 1976           | 75 min. |
| 36            | 5            | „Now You See Him...”           | Harvey Hart      | Michael Sloan⁠(d)                                    | Jack Cassidy în rolul Stefan Mueller                                            | Nehemiah Persoff în rolul Jesse Jerome                                       | 29 februarie 1976          | 90 min. |
| 37            | 6            | „Last Salute to the Commodore” | Patrick McGoohan | Jackson Gillis⁠(d)                                   | Fred Draper⁠(d) în rolul Swanny Swanson                                          | John Dehner⁠(d) în rolul Otis Swanson și Robert Vaughn în rolul Charles Clay  | 2 mai 1976                 | 96 min. |

### Sezonul 6 (1976–1977)
| Nr. în serial | Nr. în sezon | Titlu                                 | Regizor             | Scenarist                                                             | Ucigaș(ă)                                | Victimă / Victime                                                                   | Data difuzării în premieră | Durată  |
| ------------- | ------------ | ------------------------------------- | ------------------- | --------------------------------------------------------------------- | ---------------------------------------- | ----------------------------------------------------------------------------------- | -------------------------- | ------- |
| 38            | 1            | „Fade in to Murder”                   | Bernard L. Kowalski | Poveste de: Henry Garson; Scenariu de: Lou Shaw și Peter Feibleman⁠(d) | William Shatner în rolul Ward Fowler     | Lola Albright în rolul Claire Daley                                                 | 10 octombrie 1976          | 74 min. |
| 39            | 2            | „Old Fashioned Murder”                | Robert Douglas⁠(d)   | Poveste de: Lawrence Vail; Scenariu de: Peter Feibleman⁠(d)            | Joyce Van Patten⁠(d) în rolul Ruth Lytton | Peter Feibleman⁠(d) în rolul Milton Schaeffer și Tim O'Connor în rolul Edward Lytton | 28 noiembrie 1976          | 76 min. |
| 40            | 3            | „The Bye-Bye Sky High IQ Murder Case” | Sam Wanamaker⁠(d)    | Robert Malcolm Young                                                  | Theodore Bikel în rolul Oliver Brandt    | Sorrell Booke⁠(d) în rolul Bertie Hastings                                           | 22 mai 1977                | 74 min. |

### Sezonul 7 (1977–1978)
| Nr. în serial | Nr. în sezon | Titlu                      | Regizor        | Scenarist                                                         | Ucigaș(ă)                               | Victimă / Victime                           | Data difuzării în premieră | Runtime |
| ------------- | ------------ | -------------------------- | -------------- | ----------------------------------------------------------------- | --------------------------------------- | ------------------------------------------- | -------------------------- | ------- |
| 41            | 1            | „Try and Catch Me”         | James Frawley  | Scenariu de: Paul Tuckahoe; Poveste și scenariu de: Gene Thompson | Ruth Gordon în rolul Abigail Mitchell   | Charles Frank în rolul Edmund Galvin        | 21 noiembrie 1977          | 74 min. |
| 42            | 2            | „Murder Under Glass”       | Jonathan Demme | Robert van Scoyk                                                  | Louis Jourdan în rolul Paul Gerard      | Michael V. Gazzo în rolul Vittorio Rossi    | 30 ianuarie 1978           | 73 min. |
| 43            | 3            | „Make Me a Perfect Murder” | James Frawley  | Robert Blees                                                      | Trish Van Devere în rolul Kay Freestone | Laurence Luckinbill în rolul Mark McAndrews | 25 februarie 1978          | 98 min. |
| 44            | 4            | „How to Dial a Murder”     | James Frawley  | Poveste de: Anthony Lawrence; Scenariu de: Tom Lazarus            | Nicol Williamson în rolul Eric Mason    | Joel Fabiani în rolul Charlie Hunter        | 15 aprilie 1978            | 73 min. |
| 45            | 5            | „The Conspirators”         | Leo Penn       | Poveste de: Pat Robison; Scenariu de: Howard Berk                 | Clive Revill în rolul Joe Devlin        | Albert Paulsen în rolul Vincent Pauley      | 13 mai 1978                | 97 min. |

### Sezonul 8 (1989)
| Nr. în serial | Nr. sezon | Titlu                            | Regizor          | Scenarist                 | Ucigaș(ă)                                 | Victimă / Victime                       | Data difuzării în premieră | Durată  |
| ------------- | --------- | -------------------------------- | ---------------- | ------------------------- | ----------------------------------------- | --------------------------------------- | -------------------------- | ------- |
| 46            | 1         | „Columbo Goes to the Guillotine” | Leo Penn⁠(d)      | William Read Woodfield⁠(d) | Anthony Andrews în rolul Elliott Blake    | Anthony Zerbe în rolul Max Dyson        | 6 februarie 1989           | 93 min. |
| 47            | 2         | „Murder, Smoke and Shadows”      | James Frawley    | Richard Alan Simmons      | Fisher Stevens în rolul Alex Brady        | Jeff Perry în rolul Leonard Fisher      | 27 februarie 1989          | 95 min. |
| 48            | 3         | „Sex and the Married Detective”  | James Frawley    | Jerry Ludwig              | Lindsay Crouse⁠(d) în rolul Joan Allenby   | Stephen Macht⁠(d) în rolul David Kincaid | 3 aprilie 1989             | 95 min. |
| 49            | 4         | „Grand Deceptions”               | Sam Wanamaker⁠(d) | Sy Salkowitz              | Robert Foxworth⁠(d) în rolul Frank Brailie | Andy Romano⁠(d) în rolul Lester Keegan   | 1 mai 1989                 | 95 min. |

### Sezonul 9 (1989–1990)
| Nr. în serial | Nr. în sezon | Titlu                         | Regizor           | Scenarist                 | Ucigaș(ă)                               | Victimă / Victime                                                                  | Data difuzării în premieră | Durată  |
| ------------- | ------------ | ----------------------------- | ----------------- | ------------------------- | --------------------------------------- | ---------------------------------------------------------------------------------- | -------------------------- | ------- |
| 50            | 1            | „Murder: A Self Portrait”     | James Frawley     | Robert Sherman            | Patrick Bauchau⁠(d) în rolul Max Barsini | Fionnula Flanagan⁠(d) în rolul Louise Barsini; Harold Harris în rolul Harry Chudnow | 25 noiembrie 1989          | 93 min. |
| 51            | 2            | „Columbo Cries Wolf”          | Daryl Duke⁠(d)     | William Read Woodfield⁠(d) | Ian Buchanan⁠(d) în rolul Sean Brantley  | Deidre Hall⁠(d) în rolul Dian Hunter                                                | 20 ianuarie 1990           | 96 min. |
| 52            | 3            | „Agenda for Murder”           | Patrick McGoohan  | Jeffrey Bloom⁠(d)          | Patrick McGoohan în rolul Oscar Finch   | Louis Zorich⁠(d) în rolul Frank Staplin                                             | 10 februarie 1990          | 96 min. |
| 53            | 4            | „Rest in Peace, Mrs. Columbo” | Vincent McEveety  | Peter S. Fischer          | Helen Shaver⁠(d) în rolul Vivian Dimitri | Edward Winter⁠(d) în rolul Charlie Chambers                                         | 31 martie 1990             | 97 min. |
| 54            | 5            | „Uneasy Lies the Crown”       | Alan J. Levi⁠(d)   | Steven Bochco⁠(d)          | James Read⁠(d) în rolul Wesley Corman    | Marshall R. Teague⁠(d) în rolul Adam Evans                                          | 28 aprilie 1990            | 96 min. |
| 55            | 6            | „Murder in Malibu”            | Walter Grauman⁠(d) | Jackson Gillis⁠(d)         | Andrew Stevens în rolul Wayne Jennings  | Janet Margolin⁠(d) în rolul Theresa Goren                                           | 14 mai 1990                | 94 min. |

### Sezonul 10 și episoade speciale (1990–2003)
| Nr. în serial | Nr. în sezon | Titlu                                             | Regizor          | Scenarist                                                               | Ucigaș(ă) | Victimă / Victime                                                                                       | Data difuzării în premieră | Durată  |
| ------------- | ------------ | ------------------------------------------------- | ---------------- | ----------------------------------------------------------------------- | --- | --- | -------------------------- | ------- |
| 56            | 1            | „Columbo Goes to College”                         | E.W. Swackhamer  | Poveste de: Frederick King Keller Poveste și scenariu de: Jeffrey Bloom | Stephen Caffrey în rolul Justin Rowe și Gary Hershberger în rolul Cooper Redman                                                                     | James Sutorius în rolul D.E. Rusk                                                                       | 9 decembrie 1990           | 94 min. |
| 57            | 2            | „Caution: Murder Can Be Hazardous to Your Health” | Daryl Duke       | Sonia Wolf & Patricia Ford & April Raynell                              | George Hamilton în rolul Wade Anders | Peter Haskell în rolul Budd Clarke                                                                      | 20 februarie 1991          | 90 min. |
| 58            | 3            | „Columbo and the Murder of a Rock Star”           | Alan J. Levi     | William Read Woodfield                                                  | Dabney Coleman în rolul Hugh Creighton | Cheryl Paris în rolul Marcy Edwards                                                                     | 29 aprilie 1991            | 96 min. |
| 59            | 4            | „Death Hits the Jackpot”                          | Vincent McEveety | Jeffrey Bloom                                                           | Rip Torn în rolul Leon Lamarr și Jamie Rose în rolul Nancy Brower                                                                                   | Gary Kroeger în rolul Freddy Brower                                                                     | 15 decembrie 1991          | 97 min. |
| 60            | 5            | „No Time to Die”                                  | Alan J. Levi     | Poveste de: Ed McBain; Scenariu de: Robert van Scoyk                    | (Niciun criminal. Daniel McDonald joacă rolul unui potențial criminal.)                                                                             | (Niciuna)                                                                                               | 15 februarie 1992          | 92 min. |
| 61            | 6            | „A Bird in the Hand ...”                          | Vincent McEveety | Jackson Gillis                                                          | Tyne Daly în rolul Dolores McCain și Greg Evigan în rolul Harold McCain                                                                             | Steve Forrest în rolul Fred McCain, León Singer în rolul Fernando și Greg Evigan în rolul Harold McCain | 22 noiembrie 1992          | 94 min. |
| 62            | 7            | „It's All in the Game”                            | Vincent McEveety | Peter Falk                                                              | Faye Dunaway în rolul Lauren Staton și Claudia Christian în rolul Lisa Martin                                                                       | Armando Pucci în rolul Nick Franco                                                                      | 31 octombrie 1993          | 95 min. |
| 63            | 8            | „Butterfly in Shades of Grey”                     | Dennis Dugan     | Peter S. Fischer                                                        | William Shatner în rolul Fielding Chase | Jack Laufer în rolul Gerry Winters                                                                      | 10 ianuarie 1994           | 93 min. |
| 64            | 9            | „Undercover”                                      | Vincent McEveety | Poveste de: Ed McBain; Scenariu de: Gerry Day                           | Ed Begley Jr. în rolul Irving Krutch (Jon Beshara și un actor nemenționat interpretează, de asemenea, două personaje care se ucid unul pe celălalt) | Burt Young în rolul Mo Weinberg și Shera Danese în rolul Geraldine Ferguson                             | 2 mai 1994                 | 94 min. |
| 65            | 10           | „Strange Bedfellows”                              | Vincent McEveety | Lawrence Vail                                                           | George Wendt în rolul Graham McVeigh | Jeff Yagher în rolul Teddy McVeigh și Jay Acovone în rolul Bruno Romano                                 | 8 mai 1995                 | 94 min. |
| 66            | 11           | „A Trace of Murder”                               | Vincent McEveety | Charles Kipps                                                           | David Rasche în rolul Patrick Kinsley și Shera Danese în rolul Cathleen Calvert                                                                     | Raye Birk în rolul Howard Seltzer                                                                       | 15 mai 1997                | 93 min. |
| 67            | 12           | „Ashes to Ashes”                                  | Patrick McGoohan | Jeffrey Hatcher                                                         | Patrick McGoohan în rolul Eric Prince | Rue McClanahan în rolul Verity Chandler                                                                 | 8 octombrie 1998           | 91 min. |
| 68            | 13           | „Murder with Too Many Notes”                      | Patrick McGoohan | Scenariu de: Patrick McGoohan; Poveste și scenariu de: Jeffrey Cava     | Billy Connolly în rolul Findlay Crawford | Chad Willett în rolul Gabriel McEnery                                                                   | 12 martie 2001             | 90 min. |
| 69            | 14           | „Columbo Likes the Nightlife”                     | Jeffrey Reiner   | Michael Alaimo                                                          | Matthew Rhys în rolul Justin Price și Jennifer Sky în rolul Vanessa Farrow                                                                          | Carmine Giovinazzo în rolul Tony Galper și Douglas Roberts în rolul Linwood Coben                       | 30 ianuarie 2003           | 89 min. |

## Interpretări multiple a rolurilor de criminali
Unii actori au apărut de mai multe ori în rolul criminalului:
- Patrick McGoohan a interpretat rolul criminalului în patru episoade: „By Dawn's Early Light” (pentru care a obținut Premiul Emmy) (1974), „Identity Crisis” (pe care l-a și regizat) (1975), „Agenda for Murder” (pentru care a obținut un al doilea premiu Emmy și pe care l-a și regizat) (1990) și „Ashes to Ashes” (la care a fost, de asemenea, regizor și coscenarist) (1998). A mai regizat, de asemenea, alte două episoade: „Last Salute to the Commodore” (1976) și „Murder With Too Many Notes” (la care a fost și coscenarist) (2001).
- Jack Cassidy a jucat rolul criminalului în trei episoade: „Murder by the Book” (1971), „Publish or Perish” (1974) și „Now You See Him...” (1976).
- Robert Culp a interpretat rolul criminalului în trei episoade: „Death Lends a Hand” (1971, filmat pe domeniul Marion Davies), „The Most Crucial Game” (1972) și „Double Exposure” (1973). El a apărut, de asemenea, ca tatăl criminalului într-un episod: „Columbo Goes to College” (1990).
- George Hamilton a jucat rolul criminalului în două episoade: „A Deadly State of Mind” (1975) și „Caution: Murder Can Be Hazardous to Your Health” (1991).
- William Shatner a interpretat rolul criminalului în două episoade: „Fade in to Murder” (1976) și „Butterfly in Shades of Grey” (1994).
- Martin Landau a jucat într-un episod în rolul dublu a doi frați gemeni identici care au comis crimă împreună: „Double Shock” (1973).

Câțiva actori au jucat rolul criminalului într-un episod și au interpretat, de asemenea, roluri secundare în alte episoade:
- Robert Vaughn a jucat în două episoade: o dată rolul criminalului în „Troubled Waters” (1975) și încă o dată rolul unei victime în „Last Salute to the Commodore” (1976).
- În mod similar, Ray Milland a apărut în rolul criminalului în „The Greenhouse Jungle” (1972) și în rolul soțului victimei în „Death Lends a Hand” (1971).
- Tyne Daly⁠(d) a jucat rolul criminalului (Dolores McCain) în „A Bird in the Hand” (1992) și a apărut, de asemenea, în rolul Gloria din „Undercover” (1994).

## Galerie

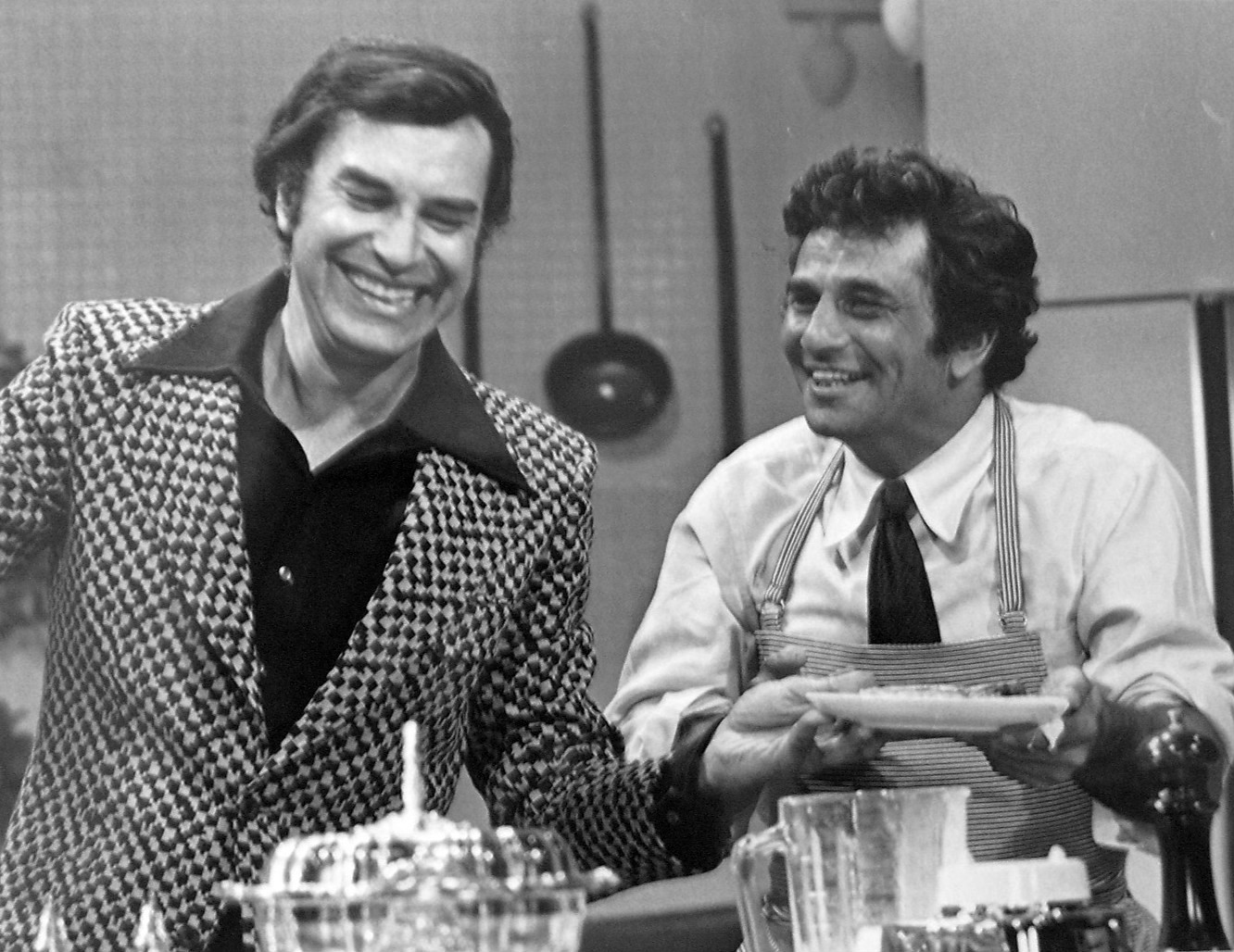
Martin Landau și Peter Falk în episodul „Double Shock”
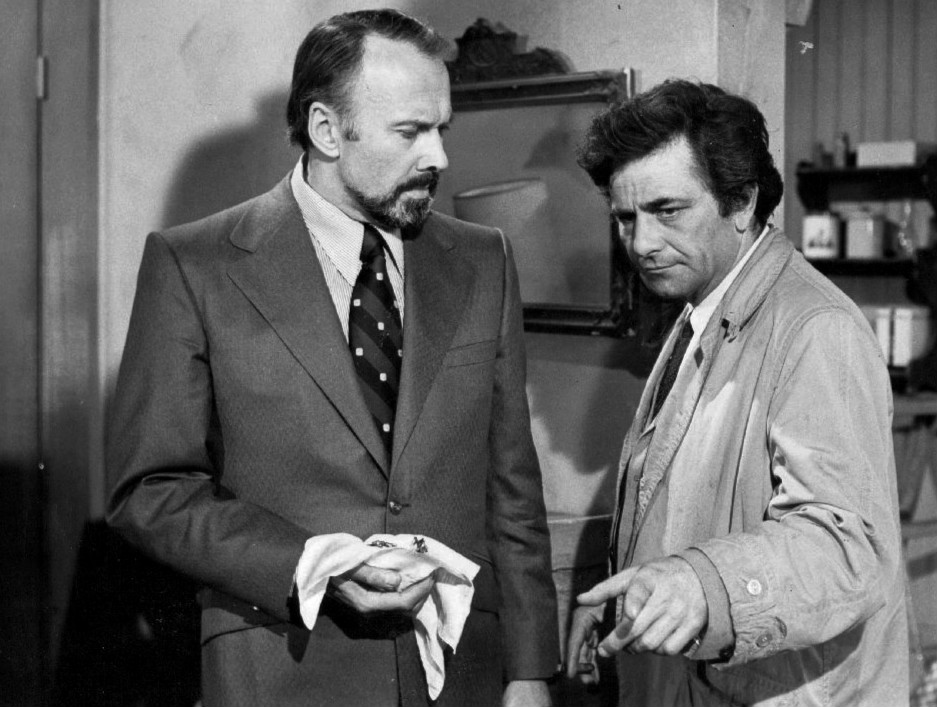
Richard Kiley și Peter Falk în episodul „A Friend in Deed”
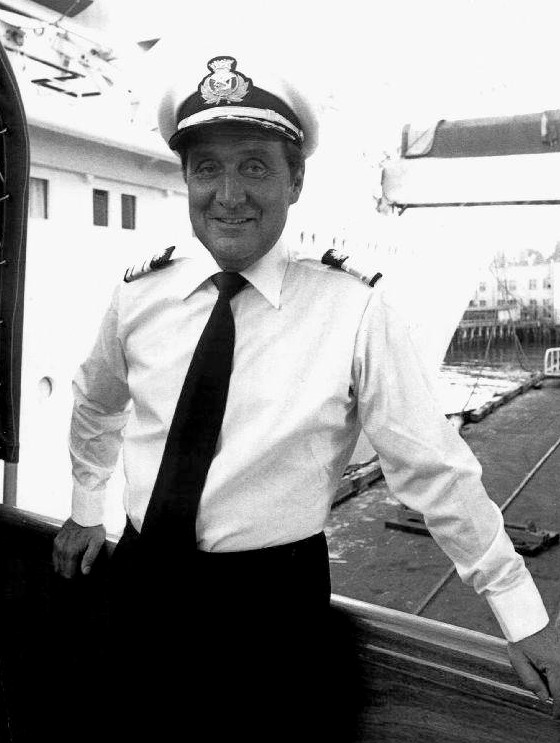
Patrick Macnee în episodul „Troubled Waters”